# Епархија пакрачко-славонска
Епархија пакрачко-славонска (раније Епархија пакрачка и Епархија славонска) епархија је Српске православне цркве.
Надлежни архијереј је епископ Јован (Ћулибрк), а сједиште епархије се налази у Пакрацу гдје је и Саборна црква.

## Историја

### Почеци православља у Славонији
Јаче насељавање подручја Славоније Србима везује се за другу половину 15. вијека. Многи Срби тада долазе са српским деспотом Вуком Бранковићем (Змај Огњени Вук), који због заслуга у ратовима од угарског краља Матије Корвина добија неколико посједа и утврђења, међу којима и град Бијелу Стијену.

### Пожешка епархија
Вјерским животом православних Срба у Славонији под Турцима руководили су најприје поједини свештеници, а још више калуђери, који су заједно са народом долазили из Србије или из Босне. Тада настају и манастири Пакра и Ораховица, као и Дејановац или Крушковац код данашњих Окучана. Са обновом Пећке патријаршије (1557) оснива се прва српска епархија на тлу Славоније — Пожешка епархија. Први помен о Пожешкој епархији налази се у записима на рукописним књигама манастира Ораховице из 1585. године, када је забележено и име тадашњег пожешког митрополита Јосифа. Почевши од 1590. године, у итворима се помиње пожешки митрополит Василије који је 1595. године пребегао у суседну хабзбуршку Горњу Славонију (Словиње) и тамо постао први владика православних Срба на подручју Вараждинског генералата. У српским поменицима из 16. и 17. века забележена су и имена пожешких митрополита Софронија и Григорија. На основу турских извора зна се и за пожешког митрополита Стефана из 1641. године. Није тачно утврђено седиште пожешких владика — Пожега или манастир Ораховица. Пожешка епархија је сигурно постојала до 1688. односно до заузећа Славоније од стране Хабзбурговаца.

### Пакрачка епархија
Велике невоље које је славонском становништву донио велики Аустријско-турски рат (1683—1699) нису поштедјели ни српску цркву у Славонији. Постепеним ослобађањем које је ишло од запада према истоку омогућено је марчанским унијатским епископима да покушају проширити своју надлежност и на православне Србе у ослобођеној Славонији.
Српски народ би тешко одолио овим унијатским насртајима да се пред јесен 1690. није у Аустрији појавио српски патријарх Арсеније III Црнојевић са повластицама које је добио од цара Леополда I, према којима је Србима била зајамчена слобода православне вјере. Убрзо послије првог покушаја у Славонији патријарх Арсеније је био истиснут, а у Пакрац је 26. маја 1699. доведен поунијаћени епископ Петроније Љубибратић. Он је у непосредној близини војног команданта подигао малу дрвену цркву, кућу за становање и уз њу капелу посвећену Благовјестима.
Ипак, овај притисак је кратко трајао. Када је у Мађарској избио Ракоцијев устанак (1703) аустријска власт се уплашила да се Срби не придруже устаницима, те је патријарху вратила слободу и сва његова права. Немајући куд, Петроније се помирио са патријархом Арсенијем, а пред смрт је написао писмо у коме је све своје препоручио на патријарха.
Године 1704, патријарх је од Јанићија, брата Петронијевог, купио за 1.000 форинти епископски двор и цркву са инвентаром, те лично преузео управу епархијом правдајући то декретом од 1695, по коме су Срем и Славонија остављени патријарху на управу као архидијецеза. Од 1705. године Софроније Подгоричанин се водио као викарни епископ патријарха Арсенија и тек на сабору у Крушевцу 1708. када је послије смрти патријарха биран нови митрополит, издвојена је Славонија из архидијецезе и заједно са Осјечким пољем организована у посебну — Пакрачку (по сједишту), данас Славонску епархију.
Током 18. вијека највећи изазов новооснованој епархији било је унијаћење. Црква се борила стално и на више страна. Епископ Никифор Стефановић основао је средином 18. вијека богословију у Пакрацу. У то вријеме почиње и оснивање српских школа по селима епархије. Епископ Кирил Живковић је посебно радио на унапређењу културе, па је основао владичанску библиотеку. У 19. вијеку и првој половини 20. вијека епископи су углавном поклањали пажњу унапређењу културе и образовања код мјесних Срба, а посебно развоју богословије у Пакрацу.

### Славонска епархија
Током Другог свјетског рата епархија и њени вјерници преживјели су најцрње дане. Велики број Срба је побијен, а цркве и манастири оштећени или порушени. После рата дошло је вријеме духовне и градитељске обнове ове мученичке епархије. Обновљени су бројни храмови (Окучани, Нова Градишка, Јасеновац и др.). Међутим, под притиском комунистичког режима, вишедеценијска обнова није успјела у потпуности да надокнади уништено у Другом свјетском рату.
Од 1959. епархији је враћен стари назив Славонска. Њени епископи су били: Емилијан Мариновић (1951—1982), Лукијан Пантелић (1985—1999), Сава Јурић (1999—2013) и Јован Ћулибрк (од 2014).
Славонска епархија је имала сједиште у Пакрацу. Услијед рата (од 1991) епископ, свештенство и народ углавном су избјегли. Било је 78 парохија, 71 црквена општина, 45 свештеника и три манастира (Ораховица, Пакра, Света Ана).
Велики дио црквених грађевина је у цјелости или дијелом порушен. Посљедњих година се ради на обнови, која споро одмиче.
Књижно и умјетничко црквено благо из Пакраца је сачувано захваљујући Хрвату Ивану Хитију који се јануара 1992. заложио да се разбацане драгоцености пренесу у Универзитетску библиотеку у Загребу. За овај подухват га је јануара 2013. одликовала Српска православна црква Орденом Светог цара Константина.
Последњих година се ради на враћању епархијске управе у Пакрац, где су славонске владике столовале вековима. Тренутно се ту обнављају саборна црква и владичански двор, тешко страдали током последњег рата у Хрватској.

## Епископи

### Митрополити пожешки
- Јосиф (око 1585)
- Василије (око 1590-1595)
- Софроније (поменут у Сопоћанском поменику)
- Григорије (поменут у Рачанском поменику)
- Стефан (око 1641)

### Епископи пакрачки
- Софроније Подгоричанин (1705—1710),
- Василије Рајић (1710—1714), био је претходно егзарх патријарху Арсенију III Чарнојевићу;
- Гаврило Поповић ''Бугарин'', (1715—1716); убијен ножем од стране Дамјана Роже из Суботског града.
- Атанасије Радошевић (или Радосављевић?) (1717—1720),
- Никифор Стефановић (1722—1743), родом из Гргуреваца у Срему, дао оставку, умро 1750. године у Пакрацу, где је сахрањен у храму Св. Тројице
- Софроније Јовановић (1743—1757), родом из Новог Сада, постриженик манастира Хопова,

|  | Вићентије Јовановић Видак (1757—1759), администрирао епархијом. |

- Арсеније Радивојевић (1759—1769), родом из Сентандреје,
- Атанасије Живковић (1770—1781),

|  | Јосиф Јовановић Шакабента (1781—1783), |

- Павле Авакумовић (178?-1786),
- Кирил Живковић (1786—1807),
- Јосиф Путник (1808—1828),
- Георгије Хранислав (1829—1839),
- Стефан Поповић (1839—1843),
- Стефан Крагујевић (1843—1864),

|  | Никанор Грујић (1864—1887), |
|  | Мирон Николић (1890—1941),  |

- Дамаскин Грданички (1945—1951), администрирао епархијом.

### Епископи славонски
- Емилијан Мариновић (1952—1981),
- Лукијан Пантелић (1985—1999),
- Сава Јурић (1999—2013),

|  | патријарх српски Иринеј (2013—2014), администрирао епархијом |

- Јован Ћулибрк (од 2014).

## Манастири и имања
1. Дреновац,
2. Јасеновац,
3. Ораховица,
4. Пакра,
5. Света Ана

## Архијерејска намесништва
Пакрачко-славонска епархија је подељена на 3 архијерејска намесништва:
1. Архијерејско намесништво пакрачко-даруварско, са седиштем у Пакрацу;
2. Архијерејско намесништво подравско слатинско, са седиштем у Подравској Слатини;
3. Архијерејско намесништво бродско-пожешко, са седиштем у Славонском Броду;